# Literatura skandynawska

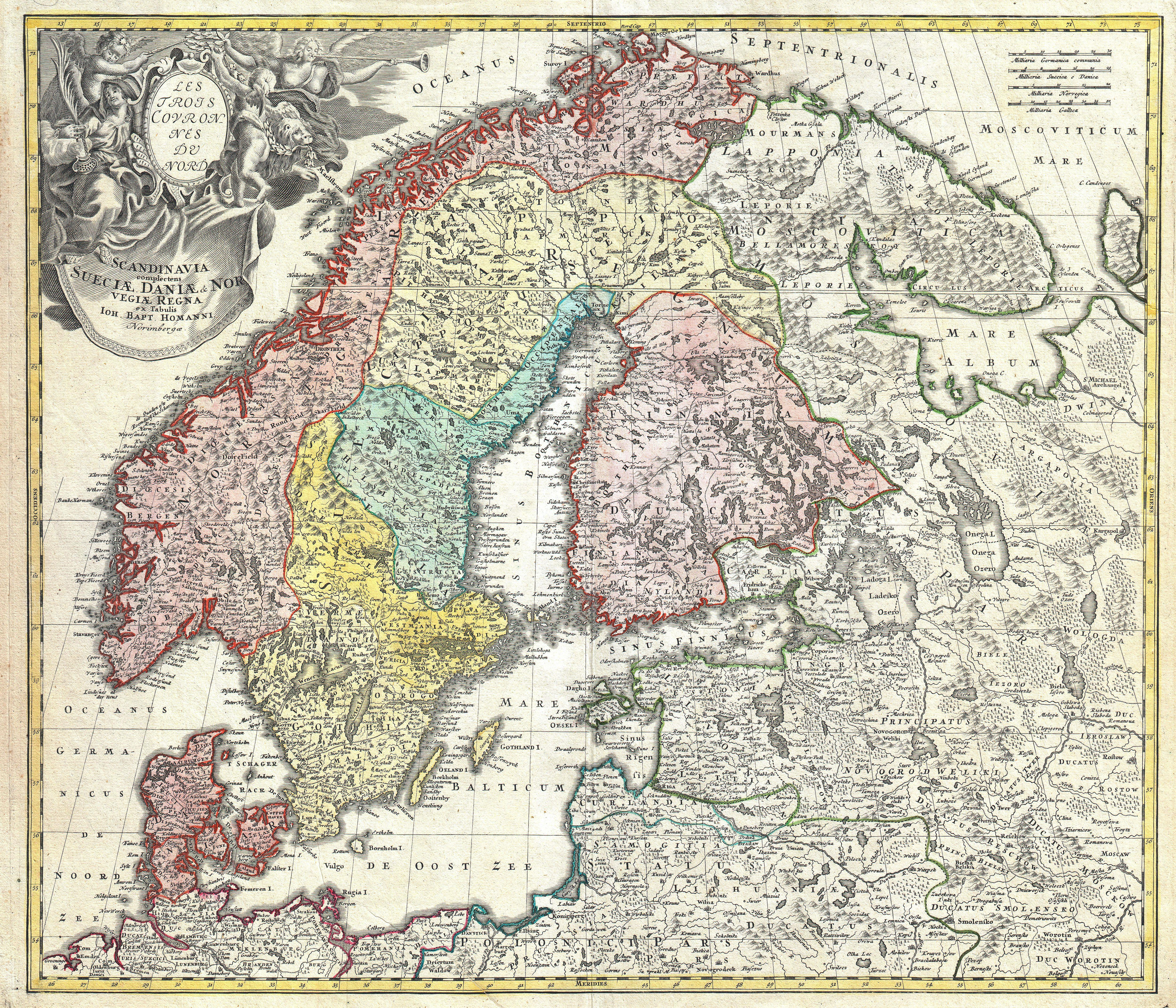
Mapa Skandynawii i regionu Morza Bałtyckiego z 1730 roku

Literatura skandynawska lub literatura nordycka obejmuje literatury w językach krajów nordyckich Europy Północnej. Kraje nordyckie obejmują Danię, Finlandię, Islandię, Norwegię (w tym Svalbard), Szwecję i terytoria autonomiczne Skandynawii (Wyspy Alandzkie, Wyspy Owcze i Grenlandię). Większość mieszkających tam narodów mówi w językach północnogermańskich. Chociaż większość Finów mówi językiem należącym do rodziny języków uralskich, fińska historia i literatura były i są wyraźnie powiązane z historią i literaturą Szwecji i Norwegii, które w różnych okresach władały nad różnymi rejonami Północy i które mają znaczną populację i wpływy ludności samskiej.
Narody zamieszkujące Północ mogą szczycić się ważnymi i znaczących w skali światowej dziełami i twórcami. Henrik Ibsen, norweski dramaturg, autor sztuk Dzika kaczka i Dom lalki, przyczynił się w dużej mierze do popularności współczesnego dramatu realistycznego w Europie. Nagrody Nobla w dziedzinie literatury, która sama w sobie jest nagrodą skandynawską, otrzymali tacy skandynawscy pisarze jak Selma Lagerlöf, Verner von Heidenstam, Karl Adolph Gjellerup, Henrik Pontoppidan, Knut Hamsun, Sigrid Undset, Erik Axel Karlfeldt, Frans Eemil Sillanpää, Johannes Vilhelm Jensen, Pär Lagerkvist, Halldór Laxness, Nelly Sachs, Eyvind Johnson, Harry Martinson i Tomas Tranströmer.

## Średniowieczna literatura skandynawska
W średniowieczu ludność zamieszkująca tereny dzisiejszej Skandynawii posługiwała się wspólnym językiem pranordyjskim, a następnie staronordyjskim. Najwcześniejsze zabytki piśmiennictwa ze Skandynawii to inskrypcje runiczne pozostawione na kamieniach pamiątkowych i innych przedmiotach. Niektóre z nich zawierają nawiązania do mitologii nordyckiej, a nawet krótkie wiersze w wersecie aliteratywnym. Najbardziej znanym przykładem jest misternie wykonany kamień runiczny Rök (pierwsza połowa IX wieku), który nawiązuje do legend z czasów wędrówki ludów. Uważa się, że najstarszy z poematów eddyjskich powstał w IX wieku, chociaż zachowały się one tylko na rękopisach z XIII wieku. Są to opowieści o mitach i legendach bohaterskich dawnej Skandynawii. Poezja skaldów zachowana jest głównie w późnych rękopisach, ale była przekazywana ustnie od IX wieku i pojawia się również na kamieniach runicznych.
Przyjęcie chrześcijaństwa w X wieku przyczyniło się do zwiększenia relacji Skandynawii z kulturą europejską, w tym alfabetem łacińskim i językiem łacińskim. W XII wieku zaowocowało to takimi literackimi dziełami jak duńska Gesta Danorum, ambitne dzieło historyczne Saxo Grammaticusa. Wiek XIII uważa się za złotym wiekiem literatury islandzkiej z Eddą Młodszą Snorri Sturlusona i zbiorem sag Heimskringla.

## Literatura duńska

Hans Christian Andersen

W XVI wieku Dania, podobnie jak inne kraje północnej Europy, doświadczyła reformacji, która wyznacza też początek nowej epoki w duńskiej literaturze. Główni autorzy tej epoki to humanista Christiern Pedersen, który przetłumaczył Nowy Testament na język duński, oraz Poul Helgesen, który stanowczo sprzeciwiał się reformacji. W XVI wieku pojawiły się również najwcześniejsze duńskie utwory dramatyczne, w tym dzieła Hieronymusa Justesena Rancha. Wiek XVII był okresem ponownego zainteresowania skandynawskimi dziejami dawnymi, z uczonymi takimi jak Ole Worm na czele. Chociaż wzrastał religijny dogmatyzm, hymny autorstwa Thomasa Kingo wykroczyły znacznie poza uwarunkowania tego gatunku dzięki jego osobistej ekspresji. Wojny Danii ze Szwecją i rywalizacja duńskiej szlachty, które doprowadziły do zaprowadzenia w Danii monarchii absolutnej Danii w 1660 r., ukazano z perspektywy więźnia w prozie Eleonory Krystyny Oldenburg. Późniejsi znaczący duńscy autorzy to Hans Christian Andersen, Søren Kierkegaard, Johannes V. Jensen i Karen Blixen.

## Literatura farerska
Literatura farerska w tradycyjnym znaczeniu tego słowa rozwinęła się tak naprawdę dopiero w przeciągu ostatnich 100–200 lat. Wynika to głównie z powodu izolacji wyspy, a także dlatego, że język farerski nie został zapisany w standardowej wersji aż do 1890 roku. W średniowieczu wiele wierszy i opowieści z Wysp Owczych przekazywano ustnie. Dzieła te zostały podzielone na następujące rodzaje: sagnir (historyczne), ævintyr (opowieści) i kvæði (ballady, często z muzyką i tańcem). Zostały one ostatecznie spisane w XIX wieku, tworząc podstawę późnej, ale prężnej literatury.

## Literatura fińska

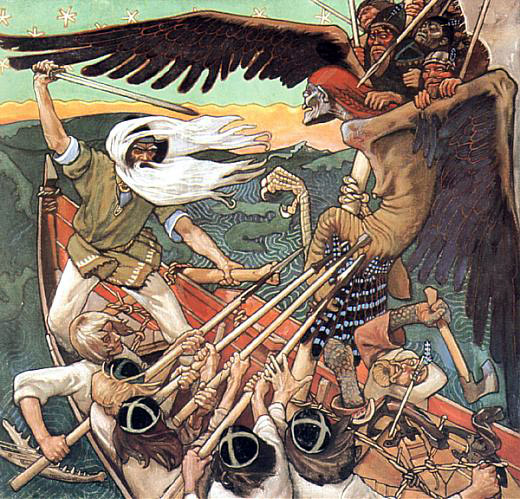
Akseli Gallen-Kallela: Walka o młynek Sampo (motyw z Kalevali)

Dzieje Finlandii można scharakteryzować jako burzliwe. Przez większą część znanej nam z przekazów historii język rządzących (szwedzki, potem rosyjski) różnił się od języka większości mieszkańców Finlandii. Miało to silny wpływ na literaturę fińską, a wiele z jej największych dzieł miało za zadanie wywalczenie lub utrzymanie silnej fińskiej tożsamości narodowej.
Najbardziej znanym dziełem fińskiej poezji ludowej jest bez wątpienia Kalevala. Nazywany eposem narodowym, została spisana przez Eliasa Lönnrota, który był jej redaktorem i kompilatorem. Kalevala została opublikowany po raz pierwszy w 1835 roku i szybko stała się symbolem fińskiego przebudzenia narodowego. Pierwszą powieścią opublikowaną w języku fińskim było Siedmiu braci (1870) Aleksisa Kivi (1834-1872), które nadal powszechnie uważana za jedno z największych dzieł literatury fińskiej.

## Literatura islandzka
Sagi Islandczyków (isl. Íslendingasögur) – z których wiele znanych jest również jako sagi rodzinne – to pisane prozą opowieści o najważniejszych wydarzeniach, które miały miejsce na Islandii w X i na początku XI wieku. Są najbardziej znanymi przykładami dzieł literackich z Islandii ze czasów średniowiecza. W późnym średniowieczu rímur stał się najpopularniejszą formą ekspresji poetyckiej. Do ważnych autorów islandzkich od czasu reformacji należą Hallgrímur Pétursson, Jónas Hallgrímsson, Gunnar Gunnarsson i Halldór Laxness.

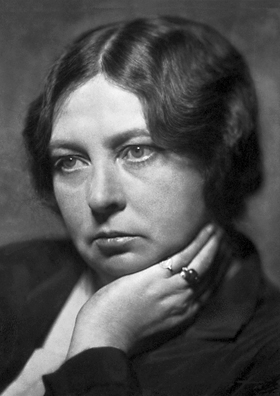
Sigrid Undset

## Literatura norweska
Okres od XIV do XIX wieku jest uważany w literaturze norweskiej za „wieki ciemne”, chociaż norwescy pisarze, tacy jak Peder Claussøn Friis i Ludvig Holberg, przyczynili się do powstania rozwoju wspólnej literatury Danii i Norwegii. Wraz z rozwojem świadomości narodowej i walką o niepodległość na początku XIX wieku rozpoczął się nowy okres w norweskiej literaturze narodowej. Dramaturg Henrik Wergeland był najbardziej znaczącym autorem tamtego okresu, a późniejsze dzieła Henrika Ibsena zapewniły Norwegii ważne miejsce w literaturze zachodnioeuropejskiej. W XX wieku znani pisarze norwescy to trzej laureaci Nagrody Nobla: Knut Hamsun, Bjørnstjerne Bjørnson i Sigrid Undset.

## Literatura szwedzka
Szwecja zajmuje trzecie miejsce na liście krajów z największą liczbą laureatów Nagrody Nobla w dziedzinie literatury. Znani szwedzcy pisarze to Astrid Lindgren, Gustaf Fröding, Carl Jonas Love Almqvist, Selma Lagerlöf, Vilhelm Moberg, August Strindberg i Tomas Tranströmer.

## Znaczenie światowe

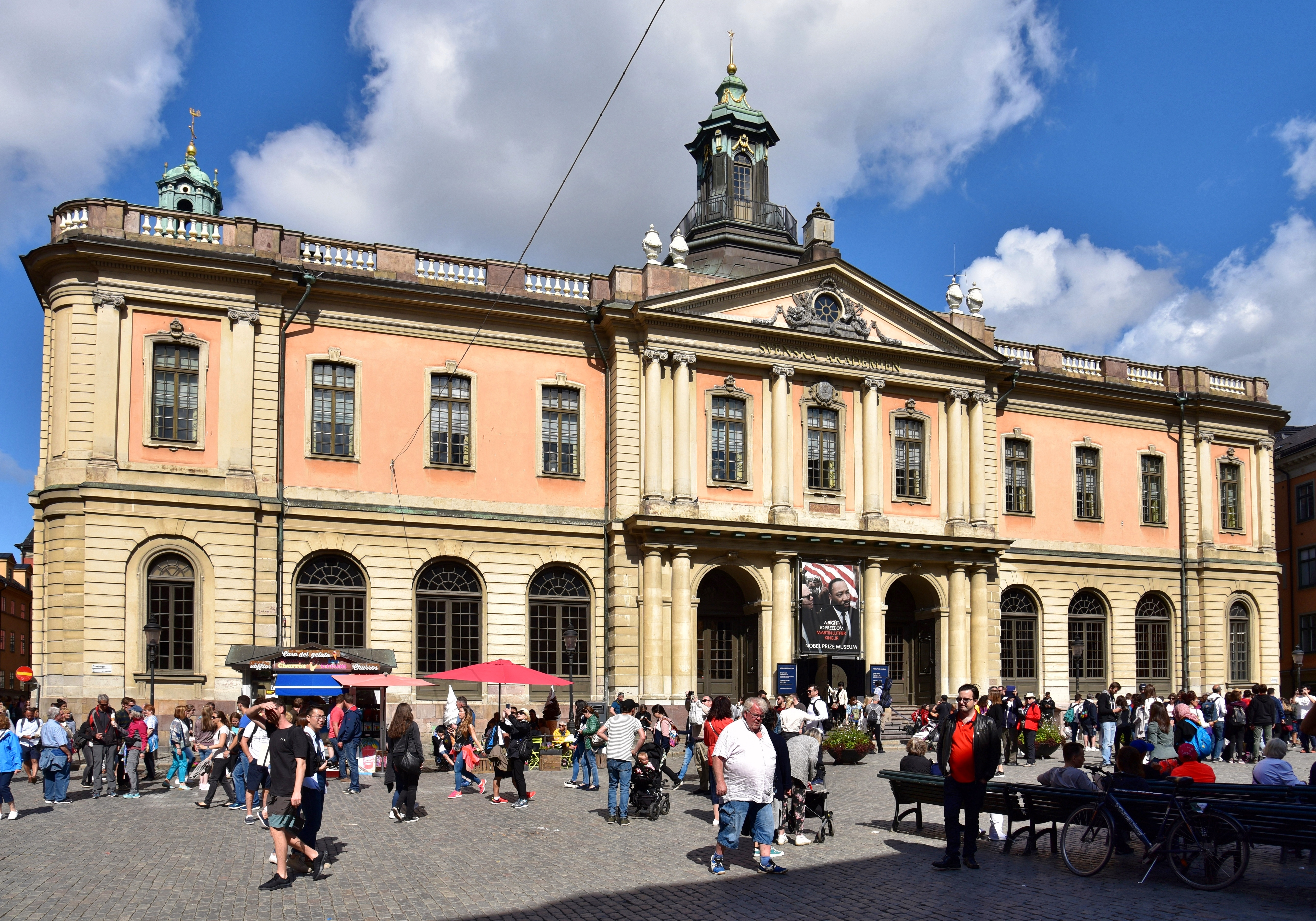
Siedziba Akademii Szwedzkiej, instytucji przyznającej literacką Nagrodę Nobla

### Nagrody międzynarodowe
Literacka Nagroda Nobla
Literacką Nagrodę Nobla otrzymało wielu pisarzy pochodzących ze Skandynawia, w tym:
Dania
- Johannes Vilhelm Jensen, 1944
- Karl Adolph Gjellerup, 1917
- Henrik Pontoppidan, 1917

Finlandia
- Frans Eemil Sillanpää, urodzony w Wielkim Księstwie Finlandii, części Cesarstwa Rosyjskiego w latach 1809–1917, 1939

Islandia
- Halldór Kiljan Laxness, 1955

Norwegia
- Jon Fosse, 2023
- Sigrid Undset, 1928
- Knut Hamsun, 1920
- Bjørnstjerne Bjørnson, 1903

Szwecja
- Tomas Tranströmer, 2011
- Eyvind Johnson, 1974
- Harry Martinson, 1974
- Nelly Sachs, urodzona w Niemczech w 1966 roku
- Pär Lagerkvist, 1951
- Erik Axel Karlfeldt, 1931
- Carl Gustaf Verner von Heidenstam, 1916
- Selma Lagerlöf, 1909

### Nagrody regionalne
Nagroda Literacka Rady Nordyckiej
Nagroda Literacka Rady Nordyckiej jest przyznawana co roku za utwór literacki (powieść, sztuka, zbiór poezji, opowiadań lub esejów) napisany w jednym z języków nordyckich. Komitet wyłaniający laureata jest powoływany przez Radę Nordycką i składa się z 10 członków:
- dwóch z Danii,
- dwóch z Finlandii (1 mówiący po fińsku i 1 po szwedzku)
- dwóch z Islandii,
- dwóch z Norwegii i
- dwóch ze Szwecji.

### Nagrody krajowe
Finlandia
- Nagroda literacka Finlandia
- Medal Dziękuję za Książkę(inne języki) – nagroda literacka przyznawana przez Stowarzyszenia Fińskich Księgarzy i Stowarzyszenie Fińskich Bibliotek
- Nagroda Atorox(inne języki) dla literatury science fiction

Norwegia
- Nagroda Norweskich Krytyków Literackich
- Nagroda Brage
- Nagroda Norweskich Księgarzy
- Nagroda Bjørnsona(inne języki) – przyznawana przez Norweską Akademię Literatury i Wolności Słowa

Szwecja
- Nagroda Augusta
- Nagroda Aniary
- Nagroda literacka Towarzystwa Selmy Lagerlöf
- Wielka Nagroda Dziewięciu
- Nagroda Doblouga – nagroda literacka Akademii Szwedzkiej dla beletrystyki szwedzkiej i norweskiej.